# Ketawang (Gondanglegi)
Ketawang is een bestuurslaag in het regentschap Malang van de provincie Oost-Java, Indonesië. Ketawang telt 4763 inwoners (volkstelling 2010).